# 戴森球计划
《戴森球计划》是一款由重庆柚子猫工作室（Youthcat Studio）开发，独立游戏发行商Gamera Game发行的太空模拟建造经营游戏。该游戏于2021年1月21日在Steam与WeGame平台提供抢先体验版本。
游戏的背景戴森球是美国物理学家、数学家弗里曼·戴森于1960年提出的假想概念，指完全包围恒星并获得其绝大多数乃至全部能量输出的太空巨构。

## 游戏內容和玩法
《戴森球计划》是一个开放世界、科幻题材的单人沙盒自动化建造类游戏，玩家是空间管理联盟COSMO开启的一项代号为“戴森球计划”的工程项目的工程师，需要前往陌生的星系，通过采集资源、解锁科技、规划设计生产线逐步建立跨星系自动化工业体系，最后通过建造戴森球为超级计算机“主脑”提供持续稳定的能量。在游戏前期，玩家需要操控机甲在行星上采集资源，通过机甲成长系统和科技树系统逐步提高资源、探索、效率性能，然后建立自动化资源采集与物流运输体系，形成自动化工厂的雏形；在游戏中期，随着太空探索功能的实现，视角将从星球上升到星系，玩家将通过太阳帆轨道系统建立戴森云结构收集恒星能量，直至建成戴森球。除此以外，游戏中也有宇宙探索的内容，弥补了类似的沙盒游戏后期因生产力过剩导致“无事可做”的问题。
游戏在前期需要玩家采集资源、建造工厂，最终形成一体化流水线工业，这与2014年的太空沙盒游戏《异星工厂》较为相似，但《戴森球计划》中还不存在敌人与突发事件，建造过程也更为自动化，后期的游戏方向也不相同。在抢先体验阶段，游戏提供了探索模式、沙盒模式以及一个可以游玩50小时到100小时的标准模式。开发团队表示在之后的更新中还将添加对战系统、空间站、创意工坊等内容。

## 开发
《戴森球计划》由重庆的独立工作室柚子猫游戏基于Unity进行开发。柚子猫游戏团队成员只有5人，其中包括2个程序、2个美术、1个策划。游戏于2019年4月初正式立项，从立项到发售，开发团队只用了1年10个月。在2020年11月，由发行商Gmera Game在摩点网进行众筹，最终募集了十万余元资金。
沙盒类游戏在后期常常会因为越来越多的资源与素材加重电脑运行负担，容易影响游戏性能。为保证游戏的流畅性，开发团队将游戏中的帧率分为负责渲染画面的渲染帧与负责运行逻辑的物理帧，渲染帧在开启垂直同步后与显示器刷新率一致，会受GPU使用率影响，而物理帧保持相对稳定，从而保证游戏运行不受画面帧率影响，此外采用面向数据编程（DOP）而非面向对象编程（OOP）以减少计算资源的不必要开销，通过GPU完成渲染降低CPU的计算压力、保证同屏渲染能力。游戏同样采用GPU渲染大量动画，先将建筑所有动画帧中的所有顶点、法线等信息预先录制，需要加载时再将这些建筑动画的预烘焙信息传递给GPU，逐一还原建筑在每一动画帧的建模。
为使玩家能有不同的体验，开发团队使用Perlin噪声算法，确保每一局新游戏的星系均为随机生成，最多可有64颗恒星。开发团队兼顾游戏性与科学性，游戏中的恒星按光谱分为七类，行星种类则由是否位于适居带内确定。

## 发行与评价
《戴森球计划》于2020年9月21日获国家新闻出版署审批通过，于2021年1月21日在Steam与WeGame平台提供抢先体验版本，开发团队表示抢先体验状态大约会持续12个月，期间将结合玩家意见对游戏进行完善和修复。在发售最初的两周共提供了12次更新，其中1月22日一天有3次更新。开发团队同时推出了包括原声音轨在内的额外下载内容（DLC）。《戴森球计划》的发行商Gamera Game是一家于2018年成立的中国独立游戏发行公司。2021年2月9日，《戴森球计划》与其余50部游戏首批登陆蒸汽平台。
《戴森球计划》在发售后45分钟便登顶Steam中国区热销榜、Steam全球热销榜，发售四天后销量便突破20万份，发售一周后销量突破35万份，在1月25日至1月31日的Steam商店热销榜上与另一款中国游戏《鬼谷八荒》占据前两名。游戏发售后受到普遍好评，在Steam平台截止2月4日的14252篇用户的游戏评测中有97%为好评。有玩家评价《戴森球计划》是“2021年国产游戏打向世界的第一枪”、“国产游戏中的《流浪地球》”，也有玩家批评游戏存在音效过少等不足。